# Deni Simeunović
Deni Simeunović (Zagreb, 12. veljače 1992.) je hrvatski nogometaš. Ima i bosanskohercegovačko državljanstvo.

## Karijera
U ljeto 2011. iz juniora sesvetske Croatije prelazi u HNK Sloga Uskoplje gdje je odigrao 15 utakmica i postigao 3 zgoditka. Tijekom ljetnog prijelaznog roka prelazi u premijerligaša NK Travnik. Za Travnik je debitirao 13. kolovoza 2011. u utakmici sa sarajevskim Olimpicom. Prvi gol za travničane zabio je u 13. kolu protiv Širokog. Nakon Travnika, 2013. godine, prelazi u mostarski Zrinjski. Za Zrinjski je u službenim utakmicama debitirao na utakmici kvalifikacija za Europsku ligu protiv andorske UE Escale Santa Coloma. U sezoni 2013./14. sa Zrinjskim postaje prvak BiH.
Početkom 2016. godine prelazi u FK Sarajevo. Za Sarajevo bilježi samo četiri službena nastupa, a zbog ozljede propušta veći dio polusezone. Nakon okončanja suradnje sa Sarajevom kratko igra za bijeljinski Radnik, Dugopolje te zagrebačku Kustošiju. U veljači 2018. potpisuje za Lučko.
Nakon Lučkog vraća se u BiH, gdje igra za prvoligaške momčadi NK Metalleghe-BSI Jajce i NK GOŠK Gabela, a između ta dva angažmana kratko nastupa za opuzenski Neretvanac. Iz GOŠK-a odlazi u Vodice, a od 2021. do 2024. nastupa za NK Zelina. Nakon toga jednu polusezonu nastupa za Razvitak, županijskog ligaša Varaždinske županije, a potom prelazi u redove NK Zagreb.

## Vanjske poveznice
- Profil na transfermarkt.de